# Pap Lajos (ezredes)
Kézdi-vásárhelyi Pap Lajos (Kézdivásárhely, 1826 – Budapest, 1882. június 9.) 1848-1849-as ezredes, országgyűlési képviselő.

## Életpályája
Pap Mihály császári és királyi őrnagy és fesztertreni Riebel Vilma fia. A katonai pályára szánta magát és a tullni pionír-iskolában kitűnően tanult. Egy évig a 2. székely ezrednél szolgált mint kadét, ahonnét az 1. oláh ezredhez ment mint hadnagy; a márciusi lapokban ott mint az ezredbeli kadétiskola tanára működött. 1848 júniusának első napjaiban a Debrecenben fölállított 10. honvédzászlóaljhoz főhadnagynak nevezték ki és Kis Ernő táborában a perlaszi sáncok bevételénél mint századparancsnok kitüntette magát, úgy a következő csatákban is. December a Szegeden felszerelt Ferenc Károly hadi gőzösök parancsnokává nevezték ki; azonban közben a jég beálltával megszűnt a hajózás, s mint az utászcsapatok parancsnoka s az ostrommunkálatok technikai vezetője Aradra rendelték.
1849 január elején fölhívták Debrecenbe a hadügyminisztérium táborkari osztályába, ahol Vetter alatt mint táborkari őrnagy Stein ezredessel működött. 1849-ben mint táborkari őrnagy és osztályfőnök részt vett a váci, hatvani, tápióbicskei, nagysarlói és ácsi ütközetekben, jelen volt Buda ostrománál és bevételénél. Nem rokonszenvezett Görgeyvel, többször kérte áthelyezését, végül Buda bevétele után sikerült áttételét Erdélybe Bem mellé kinyerhetni. Mint vezérkari főnök működött a segesvári július 31-i csatában és augusztus 5-én Szeben ostrománál.
Amikor Bem Magyarországra sietett, onnét megküldte Papnak kitűnő szolgálataiért az ezredesi kinevezést és másodízben kapta a katonai érdemjelt. Augusztus 18-án a piski hídnál megkötötték Lüders orosz fővezérrel a fegyverletétel feltételeit. Ezen kapitulacionális feltételek nem tartatván meg, Pap Nagyszebenben kötél általi halálra ítéltetett, mely kegyelem útján 14 évi várfogságra változott. Kufstein várában szenvedte a legszigorúbb fogságot, ahonnét 1857. június 19-én szabadult. Kiszabadulása után folytonos rendőri felügyelet alatt szüleinél Kézdivásárhelyt élt.
1862-ben megválasztották háromszékmegyei tiszteletbeli főjegyzőnek; de a provizórium beálltával lemondott hivataláról. Ezután mint nevelő gr. Béldi Ferenc házánál töltött két évet és a vezetésére bizott ifjúval két évet külföldön, különösen Berlinben. Az alkotmányos korszak újraébredésekor, még távollétében, kézdivásárhelyi polgártársai megválasztották a kolozsvári 1865. évi országgyűlésre és így tovább az 1866., 1869., 1872. és 1875. évi pesti országgyűlésre képviselőjüknek.
Ritka jellemszilárdsága és elvhűsége miatt a balközép egyik legtiszteletreméltóbb tagja volt. A parlamentáris viták teréről ismeretes szabadelvű gondolkozása, ahol a kellő komoly higgadtságot mindig megtartotta. Gyakran került olyan helyzetbe a képviselőházban, hogy a katonai ügyek felett kénytelen volt szónoklataiban az elkeseredés hangját is hallatni. A képviselőház leghasznosabb tagjai közé tartozott, ahol a szabad eszmék diadalra juttatását szép ismereteivel és gazdag tapasztalataival elősegíteni törekedett.
Cikke a kolozsvári Keletben és a Vasárnapi Ujságban (1880. 22. sz. Petőfi haláláról).
Országgyűlési beszédei a Naplókban vannak.